# Kung Fu Panda 3.
A Kung Fu Panda 3. 2016-ban bemutatott amerikai 3D-s számítógépes animációs film, amely a Kung Fu Panda-sorozat harmadik része. A 32. DreamWorks-film rendezője Jennifer Yuh Nelson, aki az első két résznek is a direktora volt. A film nyolc évvel követi az első részt és öt évvel a másodikat, valamint a történet pont ott folytatódik, ahol az utolsó rész (befejezetlenül) félbemaradt.
A főszereplő hangját ezúttal is Jack Black kölcsönzi, valamint a többi szereplő, Dustin Hoffman, Angelina Jolie, Jackie Chan, Lucy Liu, Seth Rogen és David Cross szintén visszatérnek korábbi szerepükben. Új szereplőként csatlakozott a filmhez Bryan Cranston, aki Po biológiai apjának hangját kölcsönzi, Kate Hudson, egy csinos pandalány szerepében, valamint J. K. Simmons, mint a film új gonosza. Randall Duk Kim és Jean-Claude Van Damme szintén hallhatók kameoszerepben.
A mozifilmet a DreamWorks Animation gyártotta, és a 20th Century Fox forgalmazta.
Az Amerikai Egyesült Államokban 2016. január 29-én, Magyarországon 2016. március 17-én mutatták be a mozikban.

## Cselekmény
A történet elején a kínai szellemvilágban a néhai Oogway mester megküzd Kai-jal, egy szellemharcossal, aki évszázadok során elsajátította, hogyan lehet elvenni másoktól a csit, ezáltal növelve a saját természetfeletti erejét. Kai ezzel a módszerrel elveszi Oogway csijét, amit arra használ fel, hogy visszatérjen a halandó világba, és ott bosszút álljon a nagymester tanítványain. Oogway azonban figyelmezteti, hogy van egy „harcos”, akinek végzete, hogy megküzdjön Kai-jal és le is fogja őt győzni. Kai azonban nem hiszi ezt, és a halandó világba visszatérve megkezdi a Sárkányharcos felkutatását.
Eközben Shifu mester bejelenti a visszavonulását, és hogy az Őrjöngő Ötös továbbképzését mostantól Póra bízza. Po azonban nem érzi, hogy készen állna arra, hogy kung fut tanítson, mert bizonyítottan rossz tanár, az Ötök folyamatosan megsérülnek az ő tanítása alatt. Shifu szerint Pónak előbb önmagára kéne rátalálnia, és aztán arra, hogy mivé kell válnia.
Po találkozik biológiai apjával, Li Shan-nal (aki az előző film végén az univerzumtól kapott üzenetben megtudta, hogy a fia életben van). Apa és fia nagyon örülnek, hogy hosszú idő után újra egymásra találtak, noha Po fogadott apja, Mr. Ping meglehetősen féltékeny a találkozásra. Nem sokkal ezután a Béke völgyét megtámadják azok a legyőzött kung fu mesterek, akiknek Kai elvette a csijét, és immár ő irányítja őket. Figyelmezteti Pót és az Ötöket, hogy hamarosan ők következnek. Ők rövidesen kiderítik, hogy Kai egykor Oogway mester legközelebbi barátja volt, mígnem Oogway száműzte őt a szellemvilágba, mert Kai mérhetetlenül hataloméhessé vált. Oogway szerint Kait csak a csi igazi mestere tudja legyőzni, ennek a tudásnak a birtokában pedig egyedül a pandák állnak (maga Oogway is egy pandapopulációtól tanulta el a csiadás ősi technikáját). Po, hogy elsajátítsa eme módszert, hazautazik apjával a pandák titkos falujába, ami a hegyekben fekszik. Mint később kiderül, Mr. Ping is velük tart titokban. Li szerint a csiadás elsajátítása előtt Pónak először fel kell fedeznie, milyen pandaként élni. Ennek köszönhetően teljesen új oldalról ismeri meg saját magát és a fajtáját.
Közben Kai sorra elveszi Kína minden kungfu-mesterének csijét. Shifu és az Ötök megkísérlik őt megállítani, de Kai őket is legyőzi, egyedül Tigrisnek sikerül elmenekülnie, aki elindul a pandafaluba, hogy figyelmeztesse Pót. Kai közben a megszerzett mesterek csijét arra használja, hogy elpusztítsa a Jade palotát és vele együtt Oogway emlékművét. Tigris értesíti Pót a közelgő veszélyről, mire Li és a pandák a menekülésüket tervezik. Mikor Po arra kéri az apját, tanítsa meg neki a csi adását, Li felfedi, hogy a pandák már rég elfelejtették ezt a technikát, és csak azért mondta Pónak, hogy meg tudja rá tanítani, mert nem akarta őt veszélyben tudni. Pót nagyon bántja, hogy az apja hazudott neki, s végül úgy dönt, egymaga veszi fel a harcot Kai-jal. Közben Mr. Ping végre megbékél a Li iránt érzett féltékenységével, és biztosítja őt, hogy Pónak ebben a helyzetben nagy szüksége van mindkét apjára, és nem számít mi vár rá, mellette kell állniuk.
Li vezetésével a pandák felajánlják Pónak a segítségüket a Kai elleni küzdelemben, és arra kérik, tanítsa meg őket kungfuzni. Po beleegyezik, és Shifu egyik tanácsa alapján megkezdi a pandák kiképzését, azáltal, hogy mindegyiküket a saját egyedi tehetségük szerint tanítja meg küzdeni. Mikor Kai megérkezik, és az irányítása alatt álló kungfu-mesterekkel megtámadja a falut, óriási ellenállásba ütközik a pandák részéről. Po megkísérli alkalmazni Kai-on a Wuxi ujjfogást (amivel Tai Lungot is legyőzte az első filmben), ám ő felfedi, hogy fogás nem működik szellemeken, és ezzel sikerül felülemelkednie Pón és a többi pandán. Pónak ekkor az az ötlete támad, hogyha nem tudja visszaküldeni Kait a szellemvilágba, akkor elviszi őt oda. Így saját magán alkalmazza a Wuxi ujjfogást, miközben belekapaszkodik Kai-ba, ezáltal mindkettejüket a szellemvilágba repíti.
A két fél a túlvilágon folytatja a küzdelmet, ahol Kai egyre közelebb kerül ahhoz, hogy legyőzze Pót. Felhasználva, amit Pótól tanultak, Li, Ping, Tigris és a többi panda együttesesen alkalmazzák a csiadás technikáját, ezáltal újult életerőt adnak neki a szellemvilágban, mellyel Po képes folytatni a harcot. Immár ő is felismeri a csiadás technikáját, és mikor átadja a saját csijét Kai-nak, a mértéktelen szellemharcosban túláramlik az erő, ami végül megsemmisíti. Ezzel minden legyőzött kungfu-mester, beleértve Shifut és az Ötöket, visszakapja csijét, és visszatérnek az életbe.
Po a szellemvilágban találkozik Oogway mesterrel, aki biztosítja őt, hogy kalandjai a végéhez értek. Elmondása szerint egykor azért választotta Pót sárkányharcosnak, mert tudta róla, hogy nagy erő lakozik benne, hisz az ősi pandák leszármazottja, valamint ő a jin és jang megtestesítője. Felajánlja Pónak a választást: vagy itt marad a szellemvilágban az idők végezetéig vagy visszatér a családjához és a barátaihoz a halandó világba. Po némi habozás után az utóbbi mellett dönt.
A film végén Po, az Őrjöngő Ötös és a többi panda együtt alkalmazzák a csiadást, hogy újjáépítsék a Jade palotát és egész Béke völgyét. Mindeközben Po büszkén néz végig a családján, a barátain, és a falun, ahol kalandjai elkezdődtek.

## Szereplők
| Szereplő        | Eredeti hang          | Magyar hang         |
| --------------- | --------------------- | ------------------- |
| Po              | Jack Black            | Gáspár András       |
| Li Shan         | Bryan Cranston        | Dörner György       |
| Shifu mester    | Dustin Hoffman        | Tahi Tóth László    |
| Kai             | J. K. Simmons         | Barbinek Péter      |
| Tigris          | Angelina Jolie        | Zsigmond Tamara     |
| Majom           | Jackie Chan           | Kassai Károly       |
| Vipera          | Lucy Liu              | Kökényessy Ági      |
| Daru            | David Cross           | Bor László          |
| Sáska           | Seth Rogen            | Szabó Máté          |
| Mr. Ping        | James Hong            | Harsányi Gábor      |
| Mei Mei         | Kate Hudson           | Köves Dóra          |
| Oogway mester   | Randall Duk Kim       | Szacsvay László     |
| Krokodil mester | Jean-Claude Van Damme | Barabás Kiss Zoltán |
| Bao             | Steele Gagnon         | Straub Martin       |
| Nagy Öröm       | Wayne Knight          | Hertz Péter         |
| Hom Lee         | Wayne Knight          | Horváth Gergely     |
| Sum             | Al Roker              | Sarádi Zsolt        |
| Dim             | Willie Geist          | Varga Rókus         |
| Ming            | Ming Tsai             | Szórádi Erika       |
| Yoo             | Pax Jolie-Pitt        | Réti Szilvia        |
| Pandanagyi      | Barbara Dirickson     | Bókai Mária         |
| Lei Lei         | Liam Knight           | Szűcs Anna Viola    |
| Medve mester    | Fred Tatasciore       | Törköly Levente     |
| Pipi mester     | Stephen Kearin        | Kossuth Gábor       |
| Földműves lúd   | Mick Wingert          | Pálfai Péter        |
| Földműves nyúl  | Mick Wingert          | Gardi Tamás         |